# Крістіан Позер
Крістіан Позер (нім. Christian Poser, 16 серпня 1986, Котбус, Німеччина) — німецький бобслеїст, розганяючий. Виступає за збірну Німеччини з 2008 року. Брав участь у зимових Олімпійських іграх у 2014 році, де його четвірка фінішувала сьомою.
Чемпіон світу, багаторазовий учасник і призер національних першостей, Кубків Європи та світу.
Перед тим, як перейти до бобслею займався на аматорському рівні легкою атлетикою.
У 2014 році одружився з американською бобслеїсткою Джеймі Грубель.
Поза спортом є військовослужбовцем бундесверу.